# Bogdănești (okręg Vaslui)
Bogdănești – wieś w Rumunii, w okręgu Vaslui, w gminie Bogdănești. W 2011 roku liczyła 1064 mieszkańców.